# Yi Kyoung-ja
Yi Kyeong-ja (hangeul :이경자) est une auteure sud-coréenne née le 28 janvier 1948 à Yangyang dans la province de Gangwon-do en Corée du Sud. 

## Biographie
YI Kyeong-ja est née le 28 janvier 1948 à Yangyang dans la province de Gangwon-do en Corée du Sud. La ville de Yangyang est célèbre pour ses paysages magnifiques ce qui a procuré à Yi un fort attachement à la nature dès son plus jeune âge. Elle est diplômée de l'institut des arts Sorabol (aujourd'hui université Chung-Ang) et a commencé à proposer ses récits au concours annuel du printemps littéraire dès l'âge de 19 ans, avant de le remporter en 1973. 
Son écriture est intimement liée à sa vie personnelle et notamment à ses engagements féministes. À ce titre, son mariage avec un financier a suscité des interrogations chez ses lecteurs. Pourtant, cette vie conjugale et la naissance de ses enfants n'ont pas eu de conséquences sur le rythme de son écriture et dans ses récits elle n'a jamais abandonné le thème de la condition des femmes.

## Œuvre
Une des principales caractéristiques de son œuvre est son goût pour la fluidité et la concision des phrases, ce qui confère à ces écrits une grande lisibilité. C'est à travers le dialogue intérieur de ses personnages que sa prose est la plus remarquable. Elle utilise ces dialogues intérieurs comme un moyen de révéler les conflits et les angoisses des personnages. Elle utilise le plus souvent un registre lexical simple sans fioriture excessive. Ses romans paraissent authentiques aux yeux des lecteurs dans la mesure où ils sont écrits dans un style réaliste avec un registre lexical de tous les jours. Même durant les années 1980, lorsque les discours idéologiques ont dominé la littérature en Corée du Sud, elle est restée concentrée à travers ses récits sur les expériences et la vie sentimentale des femmes. 
Il n'est pourtant pas facile de résumer les thèmes des romans et des nouvelles de Yi Kyeong-ja. Néanmoins, on peut dégager quelques mots clés pour donner un aperçu du contenu de ses récits. Les thèmes qui l'intéressent essentiellement concernent la vie des femmes et leur soumission à une société patriarcale, dans la même veine que la trame du roman Une vie de Maupassant. Dans ses récits traitant de la condition féminine, on peut distinguer deux traits dominants : 
Une de ses nouvelles commence avec le mariage d'une femme angoissée à l'idée de se marier et qui doit faire face à l'indifférence de son fiancé ; l'héroïne finit par se marier avec un autre homme qu'elle considère comme son véritable amour. Dans les récits de Yi, la plupart des femmes se retrouvent soumises sous l'institution du mariage, mais finissent par se libérer pour devenir des « guerrières de l'amour ». Ces femmes au foyer sont en général ces nouvelles femmes en Corée du Sud faisant partie de la classe moyenne et bénéficiant d'une vie confortable. Son roman Se réveiller seule le matin (Honja nun tteuneun achim, 1993) est un travail représentatif de ce thème.  
Elle a aussi utilisé le format biographique dans ses romans. Dans l'un de ces récits, elle présente aux lecteurs une petite fille qui fut jadis une enfant heureuse avant de se marier et de vivre dans la dépression et les difficultés, une transformation que décrit avec minutie l'auteur. Avant l'avènement de la littérature féminine en Corée, les femmes ne pouvaient raconter leur quotidien qu'à leur entourage proche. De la même manière, Yi  nous raconte des fables sur la féminité avec la plus grande intimité en revenant sur le mariage, les naissances, les maris infidèles, les querelles de famille, etc. Des œuvres telles que Amour et blessure (Sarang-gwa sangcheo, 1998) ainsi que L'affection ne vieillit jamais (Jeong-eun neukjido ana) sont de bons exemples de ce type de récit.